# Камбейский залив
Камбе́йский зали́в (хинди खंभात की खाड़ी, Кхамбат) — залив Аравийского моря на северо-западном побережье Индостана, индийский штат Гуджарат. Его протяжённость составляет 130 км. Он отделяет расположенный к западу полуостров Катхиявар от остальной части Гуджарата на востоке. В Камбейский залив впадают реки Нармада, Сабармати и Тапти. Сам залив весьма неглубокий и изобилует песчаными мелями. Небольшая глубина приводит к большим колебаниям береговой линии между приливом и отливом. Это используется, в частности, местными верфями.
Камбейский залив с древних времён был важным торговым центром. Его порты соединяют внутреннюю часть Индии с морскими торговыми путями Индийского океана. Исторически значимыми портами являются Бхаруч, Сурат, Камбей, Бхавнагар и Даман. Бхаруч был наиболее значим в античную эпоху, а Камбей — в Средние века. После того, как перед портом намыло много песка, его место в качестве самого значимого порта Империи Великих Моголов занял Сурат.
Следы древних поселений в окрестностях Камбейского залива, относящиеся к индской цивилизации (поселение Лотхал), были обнаружены в 2002 году.
У кусочка карбонизированного дерева был определён возраст 9500 лет.